# Catognatha gracilis
Catognatha gracilis är en skalbaggsart som beskrevs av Blanchard 1851. Catognatha gracilis ingår i släktet Catognatha och familjen långhorningar. Inga underarter finns listade.